# Brama Lwowska w Zamościu

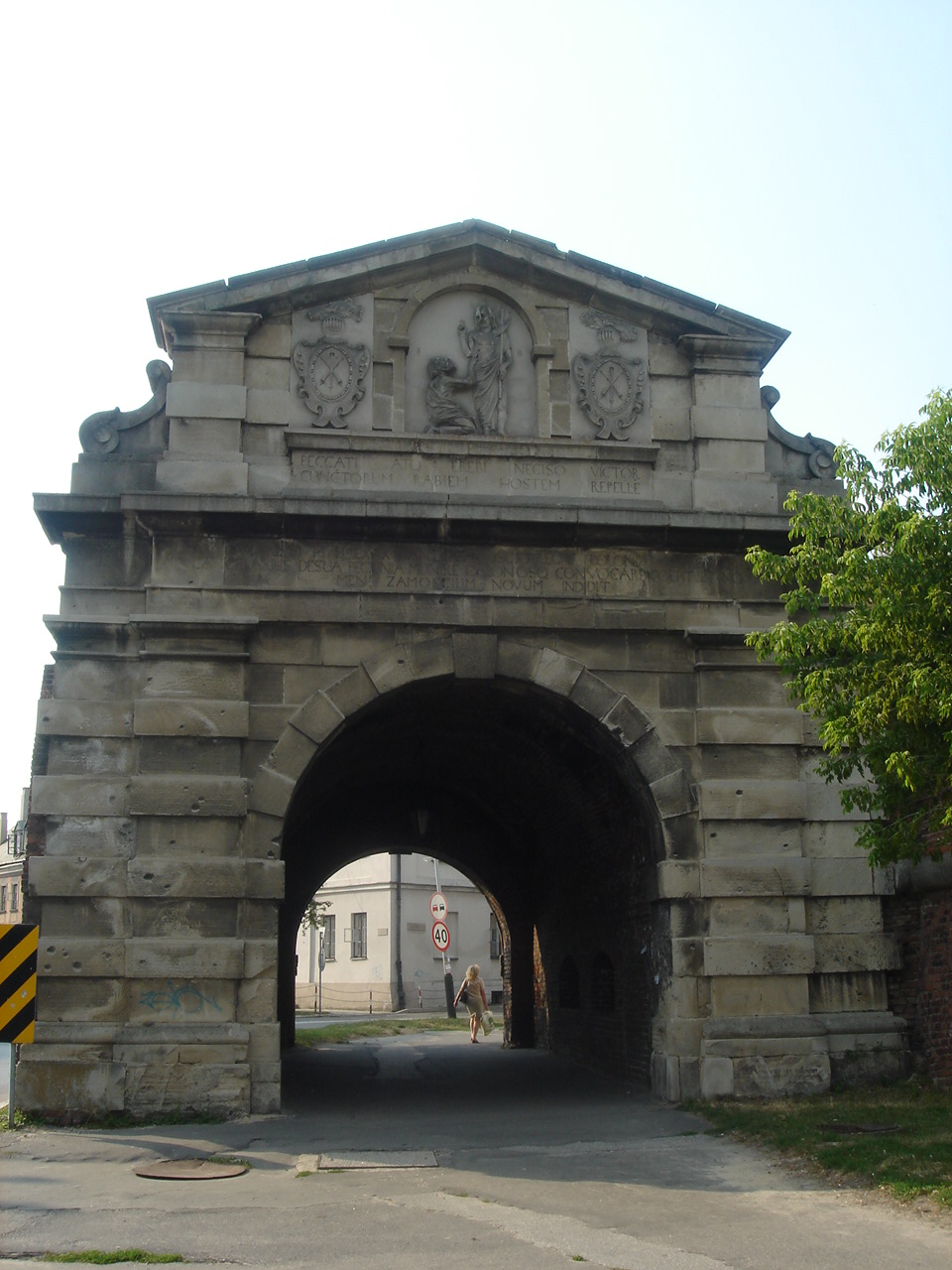
Stara Brama Lwowska

Brama Lwowska w Zamościu – jedna z dawnych bram na Starym Mieście w Zamościu, także element zamojskiej twierdzy.
Podobnie jak w przypadku bramy lubelskiej, tu również znajdują się dwie bramy lwowskie – stara, powstała podczas rozbudowy nowego miasta Zamość oraz nowa, z okresu rozbudowy twierdzy podczas okresu zaborów Polski. Położone są na południowo-wschodniej linii dawnych murów, pomiędzy bastionami VII i I, przy drodze w kierunku Tomaszowa Lub. i Lwowa (obecna ulica Partyzantów).

## Stara Brama Lwowska

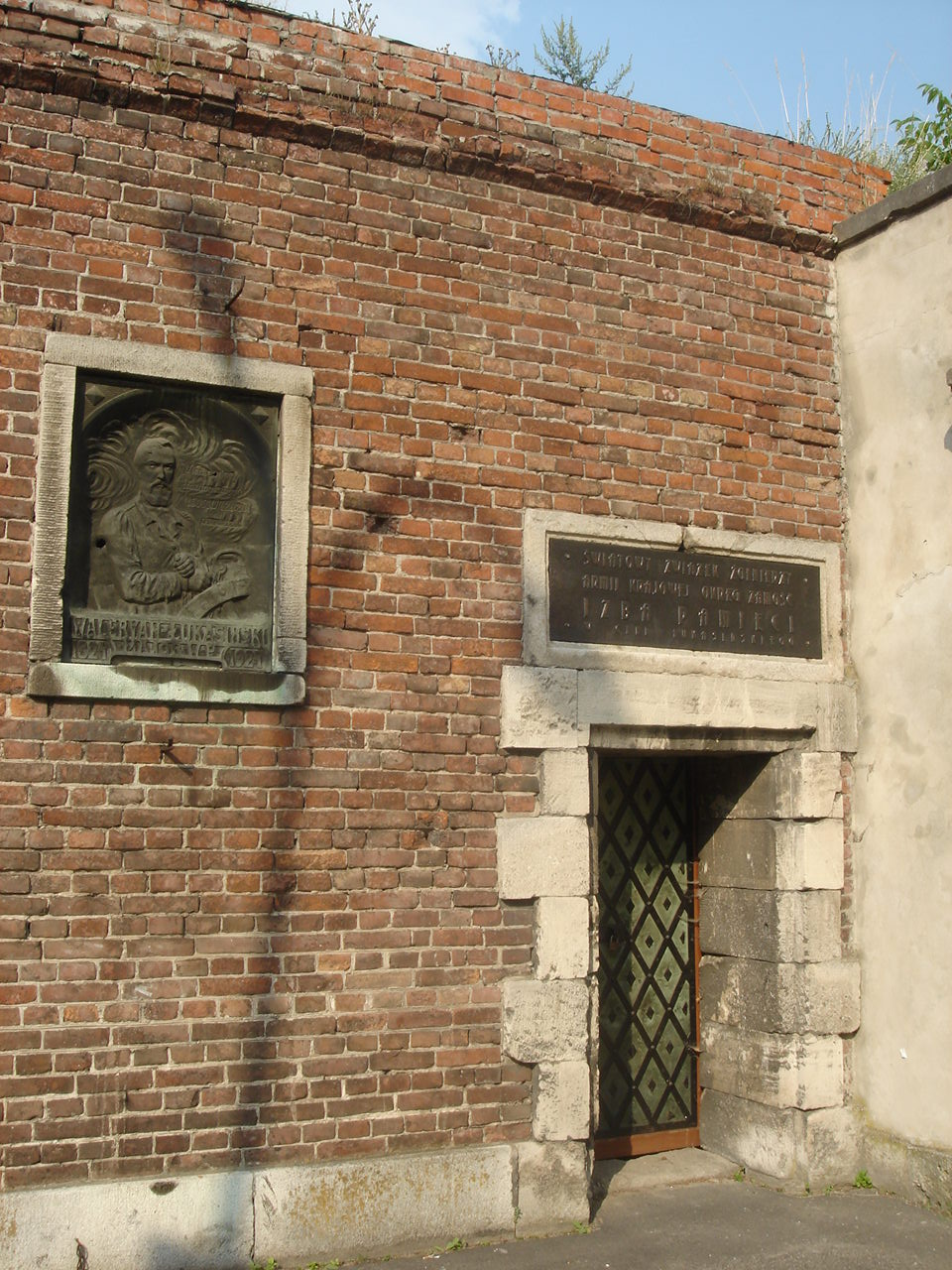
Cela W. Łukasińskiego

Pod koniec XVI wieku (1597–1599) wybudowano pierwszą, manierystyczną bramę lwowską (tomaszowską), jaka znajduje się tuż przy nadszańcu bastionu VII. Podobnie jak Stara Brama Lubelska, ta również została zamurowana podczas rozbudowy umocnień miasta w I poł. XIX wieku (1821).
Po przebudowie w kazamaty wyznaczono tu również więzienie, w którym od października roku 1824 do listopada w roku 1825 przetrzymywano w niewoli Waleriana Łukasińskiego, co upamiętniają tablica i płaskorzeźba umieszczone na kurtynie dobudowanej do sąsiedniego nadszańca. Ponowne przejście przez tę bramę udostępniono dopiero przed II wojną światową, dokonano także jej przebudowy pod koniec lat 70. minionego stulecia, dzięki czemu piesi mają możliwość przejścia pod jednym z cennych zamojskich zabytków. Brama ta jest bardzo podobna do Starej Bramy Lubelskiej; odznacza się trójkątnym szczytem oraz płaskorzeźbami (po stronie wschodniej), z których największa, umieszczona pośrodku, przedstawia św. Tomasza Apostoła klękającego przy Zmartwychwstałym Jezusie, oraz dwa kartusze z herbem Zamoyskich po bokach. Pod nimi dwie inskrypcje z napisami w języku łacińskim. Na bocznych ścianach w przejściu przez bramę znajdują się niewielkie otwory strzelnicze.

## Nowa Brama Lwowska

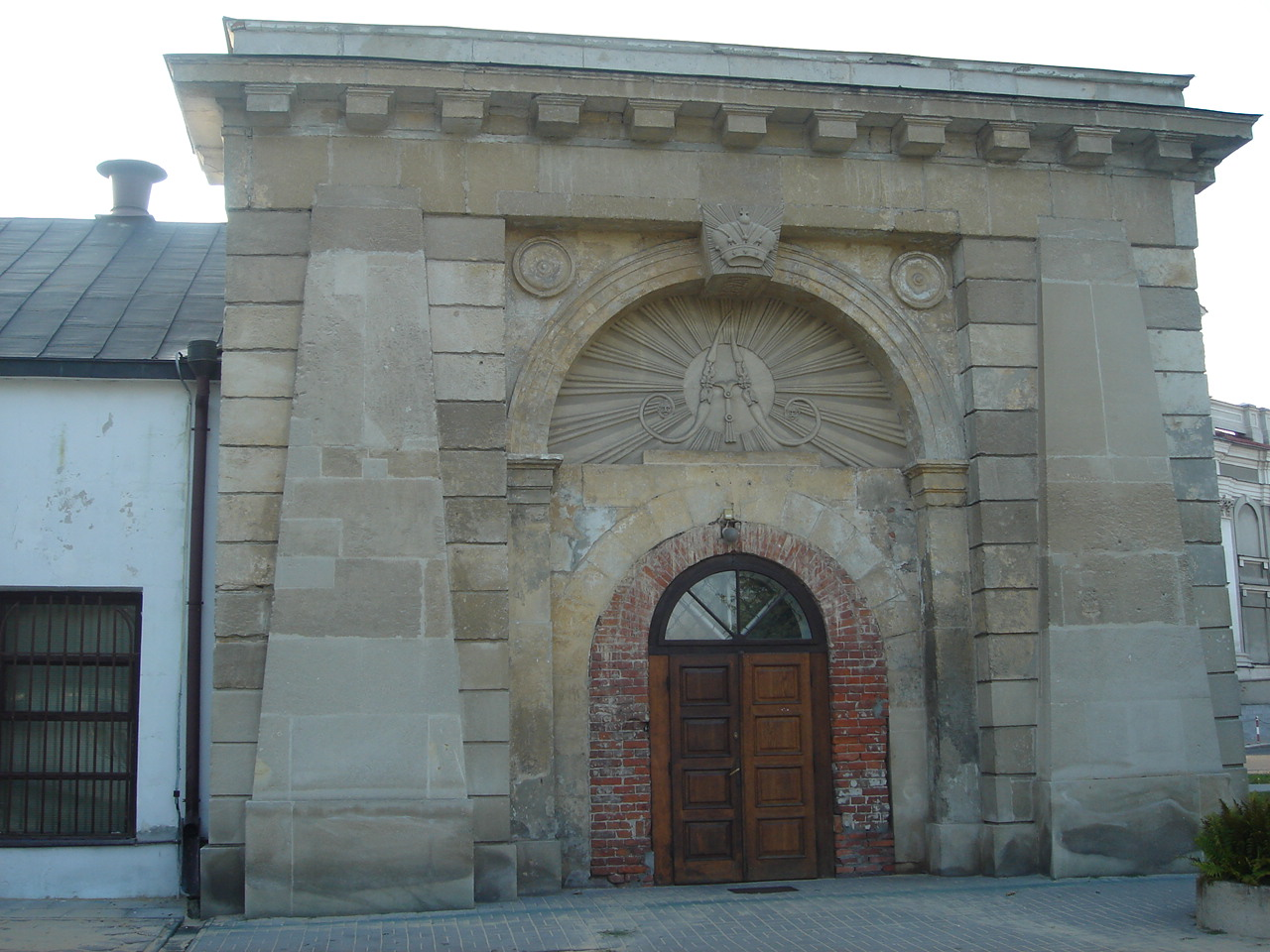
Nowa Brama Lwowska

Położona po drugiej stronie ul. Partyzantów, klasycystyczna Nowa Brama Lwowska, została zbudowana na początku lat 20. XIX wieku, po zamurowaniu pierwszej bramy lwowskiej. Po likwidacji zamojskiej twierdzy w roku 1866 i rozebraniu murów, brama ta pozostała jako odrębny budynek. Po I wojnie światowej budynek przy tej bramie przebudowano na maszynownię pierwszej elektrowni miejskiej w Zamościu, nieco później dobudowano drugie, obecne przejście, po północnej stronie bramy. Nad zamurowanym, arkadowym przejściem (wschodnia strona bramy) znajdują się płaskorzeźby, z których największa przedstawia inicjały rosyjskiego cara Aleksandra I na tle słońca z długimi promieniami; mniejsze to położona wyżej korona carska (mitra) oraz dwie niewielkie, okrągłe płaskorzeźby w narożnikach.
Obecnie mieści się tu siedziba Orkiestry Symfonicznej (dawniej Polskiej Orkiestry Włościańskiej) im. K. Namysłowskiego.